# Sprâncenata (gmina)
Sprâncenata – gmina w Rumunii, w okręgu Aluta. Obejmuje miejscowości Bârseștii de Sus, Frunzaru, Sprâncenata i Uria. W 2011 roku liczyła 2694 mieszkańców.